# Vampi
 (décembre 2012).
Si vous disposez d'ouvrages ou d'articles de référence ou si vous connaissez des sites web de qualité traitant du thème abordé ici, merci de compléter l'article en donnant les références utiles à sa vérifiabilité et en les liant à la section « Notes et références ».
Pour l'arbre d'Asie du Sud-Est, voir Wampi.
Vampi est un personnage de bande dessinée créé par Kevin Lau en août 2000. C'est en fait une version jeune du personnage de Vampirella créé par Archie Goodwin et Frank Frazetta.

## Publication
Vampi est l'héroïne du comics du même nom, publié en premier lieu chez Harris Comics (qui publié déjà Vampirella) puis au bout de 8 numéros chez Anarchy Studios jusqu'au numéro 25. En France, Semic c'est occupé de la publication de la série en 9 numéros comprenant chacun deux numéros originaux séparé d'un mini-poster.
Le dessin est de Kevin Lau et le scénario de David Conway. L'encrage est assuré par Kevin Lau, Kamning NG, Alan Tam, Makoto Nakatsuka et Juan Vlasko.
Le numéro 9 de la série française qui ne contient qu'un épisode de la série est complété par un épisode numéroté 1/2 (publié aux États Unis dans la revue Wizard)